# Analítica de clics

Clic con el ratón

El análisis de clics (en inglés: click analytics, a menudo traducido de forma literal como «analítica de clics») y es un tipo especial de analítica web que está orientada a los clics y que constituye el primer estadio en el embudo de conversión. La analítica de clics es útil para el análisis de la actividad web, marketing, el testeo de software, la investigación de mercado y para analizar la productividad de los empleados. Es decir, la analítica de clics sirve fundamentalmente para ayudar a mejorar el sitio web y mostrar a los propietarios de webs lo que los visitantes de su sitio están haciendo. Existen diversas herramientas para analizar y monitorizar el comportamiento de los usuarios a partir de las secuencias de clics que realizaron los visitantes de una web.
La analítica de clics es posible gracias a la práctica del clickstream, que consiste en grabar la interacción de los usuarios con una página web en concreto. El clickstream es un conjunto de peticiones a una página que generan una señal que puede ser representada gráficamente. Después, estos datos recogidos podrán ser almacenados para su tratamiento y posterior análisis de clics. 

## Concepto

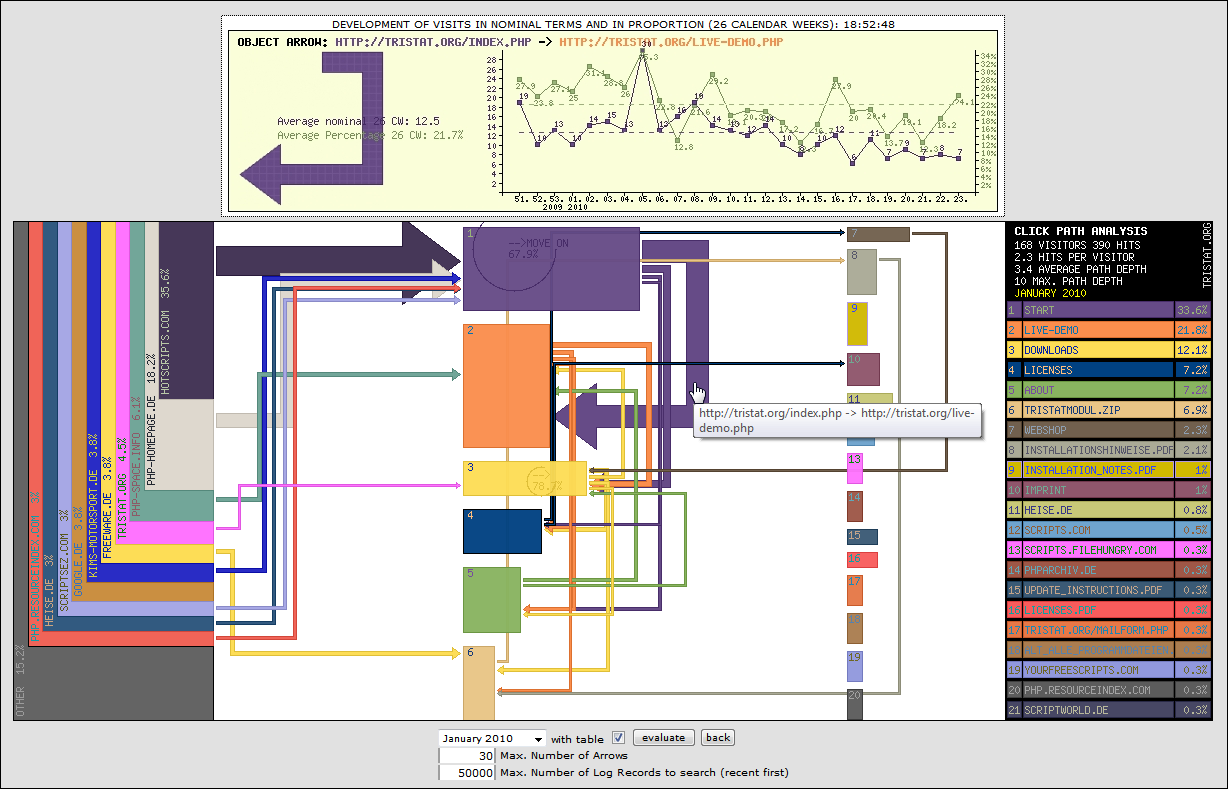
Rastro de clics

Anteriormente, el registro de clics se realizaba mediante los archivos de registro del servidor. Más tarde se desarrolló la tecnología JavaScript y se crearon cookies de seguimiento para generar señales de los navegadores, es decir, la información recogida era un registro de dónde hacían clics los "humanos reales" a través de los mismos navegadores.
Normalmente, el análisis de clics se enfoca en la analítica on-site. Los propietarios de una web pueden usar la analítica de clics para determinar el diseño, partiendo de los lugares donde los usuarios hacen clic. La analítica de clics también se puede utilizar para mejorar la satisfacción del cliente con el sitio web y con la propia empresa. Esto puede generar una ventaja comercial, y se utiliza para evaluar la efectividad de la publicidad en una página web o sitio. Además, analizando los datos de los clientes que visitan una página web, puede servir para generar resultados para la empresa, a través de un análisis de clics de un usuario durante el uso de un sitio web para revelar patrones de uso, que a su vez da una mayor comprensión del comportamiento del cliente. Este uso del análisis crea un perfil de usuario que ayuda en la comprensión de los tipos de personas que visitan el sitio web de una empresa. Como se discutió en Van den Poel y Buckinx (2005), el análisis de clics se puede utilizar para predecir si un cliente es probable que realice una compra de un sitio de comercio electrónico. 
La analítica de clics puede ocurrir o no en tiempo real, dependiendo del tipo de información que se quiera buscar. Los editores de páginas webs de medios de comunicación con un alto tráfico, quieren monitorizar sus páginas en tiempo real para optimizar el contenido. Editores, diseñadores y otros tipos de interesados, pueden analizar los clics en un marco de tiempo más amplio para ayudar a evaluar el rendimiento de los escritores, los elementos de diseño o publicidad, etc.
Idealmente, un clic es "registrado" cuando se produce, y este método requiere algunas funcionalidades que recogen información relevante cuando ocurre un evento. 

«Las técnicas de medición (con base en etiquetas) no permiten hacer un seguimiento del movimiento de los ojos o, fuera de iniciativas puntuales (a partir de coordenadas de pantalla), los movimientos del ratón. Pero sí nos permiten hacer un informe de zonas calientes a partir de los clics realizados por el usuario en los vínculos facilitados durante el proceso de navegación, así como sopesar la influencia de diferentes acciones sobre los resultados finales.»[cita requerida]

## Inconvenientes
No obstante, la analítica de clics puede conllevar ciertos problemas de privacidad, ya que algunos proveedores de servicios de Internet han recurrido a la venta de datos de navegación de los usuarios como una forma de aumentar sus ingresos. Los usuarios no suelen ser conscientes de este hecho, a pesar de que a menudo pueden identificarse a los usuarios específicos indirectamente, y son pocos los proveedores de servicios de Internet que admiten realizar esta práctica. 
La recopilación de datos de clics no autorizada es considerada spyware. Sin embargo, la recopilación de estos datos de forma autorizada proviene de organizaciones que generan estudios de mercado a partir de panelistas que están de acuerdo en compartir sus datos de navegación con otras empresas, descargando o instalando agentes especializados de recogida de clics.

## Libros
- Maldonado, S. (2009). Analítica Web: Medir para triunfar. MV Consultoría. ISBN 978-84-613-5117-6. Archivado desde Sergio Maldonado: Analítica Web:medir para triunfar el original el 17 de noviembre de 2015. Consultado el 10 de noviembre de 2015.

- Datos: Q5132429